# Elecciones municipales de Maynas de 1983
Las elecciones municipales de Maynas de 1983 se llevaron a cabo el 13 de noviembre de 1983 para elegir al alcalde y al Concejo Provincial de Maynas para el periodo 1984-1986. La elección se celebró simultáneamente con elecciones municipales en todo el país.

## Sistema electoral
La Municipalidad Provincial de Maynas es el órgano administrativo y de gobierno de la provincia de Maynas. Está compuesta por el alcalde y el Concejo Provincial.
La votación del alcalde y el concejo se realiza en base al sufragio universal, que comprende a todos los ciudadanos nacionales mayores de dieciocho años, empadronados y residentes en la provincia de Maynas y en pleno goce de sus derechos políticos, así como a los ciudadanos no nacionales residentes y empadronados en la provincia de Maynas.
El Concejo Provincial de Maynas está compuesto por 19 regidores elegidos por sufragio directo para un período de tres (3) años, en forma conjunta con la elección del alcalde (quien lo preside). La votación es por lista cerrada y bloqueada. Se asigna a la lista ganadora los escaños según el método d'Hondt o la mitad más uno, lo que más le favorezca.

## Composición del Concejo Provincial de Maynas
La siguiente tabla muestra la composición del Concejo Provincial de Maynas antes de las elecciones.
| Partidos | Partidos                  | Regidores |
| -------- | ------------------------- | --------- |
|          | Acción Popular            | 7         |
|          | Partido Aprista Peruano   | 7         |
|          | Lista Independiente N° 11 | 2         |
|          | Lista Independiente N° 5  | 2         |
|          | Izquierda Unida           | 1         |

## Partidos y candidatos
A continuación se muestra una lista de los principales partidos y alianzas electorales que participaron en las elecciones:
| Candidatura | Candidatura | Partidos y alianzas                                         | Candidatos | Candidatos                 | Ideología                                             | Resultado previo | Resultado previo | Ref. |
| Candidatura | Candidatura | Partidos y alianzas                                         | Candidatos | Candidatos                 | Ideología                                             | Votos (%)        | Reg.             | Ref. |
| ----------- | ----------- | ----------------------------------------------------------- | ---------- | -------------------------- | ----------------------------------------------------- | ---------------- | ---------------- | ---- |
|             | AP          | Lista - Acción Popular (AP)                                 |            | Sin información disponible | Humanismo Nacionalismo cívico Reformismo              | 33.50%           | 7                |      |
|             | APRA        | Lista - Partido Aprista Peruano (APRA)                      |            | José Valera Suárez         | Aprismo                                               | 33.23%           | 7                |      |
|             | PPC         | Lista - Partido Popular Cristiano (PPC)                     |            | Sin información disponible | Conservadurismo social Humanismo Democracia cristiana | 2.32%            | 0                |      |
|             | FNTC        | Lista - Frente Nacional de Trabajadores y Campesinos (FNTC) |            | Sin información disponible | Nacionalismo de izquierda Tahuantinsuyismo            | Nuevo            | Nuevo            |      |
|             | IND         | Lista - Lista Independiente N° 5                            |            | Sin información disponible | Localismo mayneño                                     | Nuevo            | Nuevo            |      |
|             | IND         | Lista - Lista Independiente N° 11                           |            | Sin información disponible | Localismo mayneño                                     | Nuevo            | Nuevo            |      |

## Resultados

### Sumario general
|                        |                                                     |              |              |              |           |           |
| Partidos y coaliciones | Partidos y coaliciones                              | Voto popular | Voto popular | Voto popular | Regidores | Regidores |
| Partidos y coaliciones | Partidos y coaliciones                              | Votos        | %            | +/−          | Total     | +/−       |
|                        | Partido Aprista Peruano (APRA)                      | 25,041       | 48.63        | +15.40       | 11        | +4        |
|                        | Acción Popular (AP)                                 | 14,198       | 27.57        | –5.93        | 5         | –2        |
|                        | Lista Independiente N° 5                            | 9,079        | 17.63        | n/a          | 3         | +3        |
|                        | Partido Popular Cristiano (PPC)                     | 1,556        | 3.02         | +0.70        | 0         | ±0        |
|                        | Lista Independiente N° 11                           | 1,255        | 2.44         | n/a          | 0         | ±0        |
|                        | Frente Nacional de Trabajadores y Campesinos (FNTC) | 366          | 0.71         | Nuevo        | 0         | ±0        |
|                        |                                                     |              |              |              |           |           |
| Total                  | Total                                               | 51,495       |              |              | 19        | ±0        |
|                        |                                                     |              |              |              |           |           |
| Votos válidos          | Votos válidos                                       | 51,495       | 79.82        | –12.51       |           |           |
| Votos en blanco        | Votos en blanco                                     | 4,608        | 7.14         | +2.27        |           |           |
| Votos nulos            | Votos nulos                                         | 8,414        | 13.04        | +10.23       |           |           |
| Votos emitidos         | Votos emitidos                                      | 64,517       | 68.86        | +0.38        |           |           |
| Abstenciones           | Abstenciones                                        | 29,180       | 31.14        | –0.38        |           |           |
| Votantes registrados   | Votantes registrados                                | 93,697       |              |              |           |           |
|                        |                                                     |              |              |              |           |           |
| Fuente:                |                                                     |              |              |              |           |           |

## Elecciones municipales distritales

### Resultados por distrito
La siguiente tabla enumera el control de los distritos de la provincia de Maynas. El cambio de mando de una organización política se resalta del color de ese partido.
| Distrito       | Alcalde(sa) titular        | Partido político           | Partido político           | Alcalde(sa) electo(a)       | Partido político           | Partido político           |
| -------------- | -------------------------- | -------------------------- | -------------------------- | --------------------------- | -------------------------- | -------------------------- |
| Alto Nanay     | Gilberto del Águila Dávila |                            | Acción Popular             | Gilberto del Águila Dávila  |                            | Acción Popular             |
| Fernando Lores | Alberto Vargas Chávez      |                            | Acción Popular             | Hernán Rengifo Estrella     |                            | Partido Aprista Peruano    |
| Indiana        | Juan Chucle Chuquimune     |                            | Acción Popular             | Octavio Santillán Santillán |                            | Acción Popular             |
| Las Amazonas   | Luis Inuma Sinarahua       |                            | Acción Popular             | Luis Guevara Vásquez        |                            | Acción Popular             |
| Mazán          | Manuel Verpillot Rodríguez |                            | Acción Popular             | Gil Ríos Velásquez          |                            | Acción Popular             |
| Napo           | Mauro Marín Ahuanari       |                            | Acción Popular             | Carlos Paredes Padilla      |                            | Partido Aprista Peruano    |
| Putumayo       | Gerardo Álvarez Vázquez    |                            | Acción Popular             | Wilson Álvarez Muñoz        |                            | Acción Popular             |
| Torres Causana | Segundo Reátegui Aguilar   |                            | Lista Independiente N° 22  | Segundo Reátegui Aguilar    |                            | Acción Popular             |
| Yaquerana      | Sin información disponible | Sin información disponible | Sin información disponible | Sin información disponible  | Sin información disponible | Sin información disponible |